# Al-Ahqaf
 Al-Ahqaf  “ As Dunas ” (do árabe:  سورة الأحقاف ) é a quadragésima sexta sura do Alcorão e tem 35 ayats.